# Екопацифизам
Екопацифизам је назив филозофског и политичког покрета који истовремено ослања на екологију и пацифизам. Ова филозофија људског духа може се пратити у свим културама и религијским традицијама од најраније антике, иако се блиско везује за оријенталне традиције као што су ђаинизам и будизам. Након просветитељства, развија се филозофски покрет који поново повезује емпиријско знање о природи које показују природне науке и тежњу за складним животом. Према мишљењу екопацифиста, сваки друштвено-политички покрет који истовремено прихвата принципе заштите животне средине и пацифизам заслужује квалификацију еко-пацифистичког покрета.

## Историјат
Порекло екопацифизма у Европи се може видети у осамдесетим годинама 20. века. Након што је 1970-их дошло до еколошке кризе, Хладни рат је и питање екопацифизма подигао на виши ниво, посебно у Западној Немачкој. Западна Немачка је, с једне стране, била у епицентру сукоба између блокова, а с друге стране имала је мноштво грађанских иницијатива које су подржавале коришћење нуклеарне енергије. Из те друштвене ситуације се створила нова политичка формација: Die Grúnen, која је све до своје подршке нападу НАТО-а на Југославију 1999. године пропагирала одбрану околине, одбрану мира и ненасиље.

## Противници екопацифизма
У основи постоје две групе противника екопацифизма. С једне стране, традиционалне идеологије чија је економска основа продуктивизам: попут социјализма (и марксистичког и социјалдемократског), неолиберализма, као и национализма.